# Georg Kolominský
Georg Kolominský (tschechisch: Jiří Kolominský; slowakisch: Juraj Kolominský; * 16. Dezember 1925 in Prag; † 18. Juni 1986 in Bad Oeynhausen) war ein tschechoslowakischer Gastroenterologe mit dem Schwerpunkt Balneologie. Er war Direktor des Balneologischen Forschungsinstituts in Karlsbad, das er zu einem national führenden und international anerkannten Zentrum für Bäderheilkunde ausbaute. Mit dem Schwerpunkt Balneologie bei Erkrankungen des Magen-Darm-Trakts war er ein weltweit anerkannter Forscher, Fachautor und Klinikdirektor. Kolominský war Mitbegründer der Federation der tschechischen und slowakischen Exil-Pfadfinder in Europa und deren Vorsitzender.

## Herkunft
Georg Vladislav Kolominský wurde als erstes Kind der Eheleute Jaromír Rabas (1887–1929) und Miloslava Peterková (1902–1947) in Prag geboren. Jaromír Rabas entstammte einer großbürgerlichen Prager Familie und studierte Bau- und Ingenieurwesen. Miloslava Peterková entstammte einer mittelständischen Familie aus Suchovršice (deutsch Saugwitz) in Nordböhmen und war Lehrerin. Am Ersten Weltkrieg nahm Jaromír Rabas als Hauptmann der 28. k. u. k. Eisenbahnkompanie der Landstreitkräfte Österreich-Ungarns teil und arbeitete in Tirol unter der Leitung von Leopold Oerley am Bau der Fleimstalbahn und der Grödner Bahn. Die Grödner Bahn wurde 1915/16 als Heeresfeldbahn gebaut, um die damals an der Dolomitenfront stationierten Einheiten mit Material versorgen zu können. Nach dem Krieg war er in Prag als Bau- und Vermessungsingenieur tätig und führte ein eigenes Bauunternehmen. Die Eltern hatten 1924 geheiratet, im Februar 1929 wurde die Tochter Jarmila geboren. Im August 1929 starb Jaromír Rabas an einer Sepsis als Folge einer akuten Zahnvereiterung im Alter von 42 Jahren. Miloslava heiratete 1932 in zweiter Ehe den russischen Bau- und Vermessungsingenieur Boris Kolominský (* 1896 in Krasnograd; † 1949 in Žilina). Boris Kolominský war Offizier der Kaiserlich Russische Armee und kämpfte im Russischen Bürgerkrieg 1918–1920 in der Weißen Armee an der Seite von Admiral Alexander Wassiljewitsch Koltschak. Nach dem separaten Friedensvertrag von Brest-Litowsk zwischen den Bolschewiki und den Mittelmächten kämpfte er in den Tschechoslowakischen Legionen in Sibirien gegen die Rote Armee von Leo Trotzki. Im Zuge der Verschiffung der Tschechoslowakischen Legionen durch alliierte Schiffe von Wladiwostok nach Europa, verließ Boris Kolominský Russland und gelangte über Shanghai und Istanbul nach Prag, wo er als politischer Emigrant Aufnahme fand. Beide Kinder von Jaromír Rabas wurden von Boris Kolominský im Mai 1942 adoptiert und nahmen offiziell den Nachnamen Kolominský-Rabas an. 1937 verlegte die Familie den Firmen- und Wohnsitz nach Žilina (deutsch Sillein) in der Slowakei.

## Leben
In der Slowakei besuchte Juraj Kolominský das Gymnasium in Žilina und war dort im Jahre 1941 Mitbegründer der Slowakischen Entomologischen Gesellschaft. Nach dem Abitur 1944 studierte er Medizin zunächst an der Universität Bratislava, ab 1946 an der Medizinischen Fakultät der Karls-Universität in Prag, an der er 1950 die Approbation zum Medicinae Universae Doctor (MUDr) erlangte. 1950–1954 musste er eine fünfjährige Dienstzeit in der Tschechoslowakischen Volksarmee als Sanitätsoffizier ableisten. 1956 erhielt er die Anerkennung als Facharzt für Innere Medizin, 1957 die Anerkennung als Facharzt für Balneologie und Physikalische Medizin. Im Rahmen seiner ärztlichen Ausbildung war er in Prag sowie in den Kurbädern Piešťany in der Slowakei, Františkovy Lázně (deutsch Franzensbad) und Mariánské Lázně (deutsch Marienbad) tätig. 1958 wurde er zum Direktor des Balneologischen Forschungsinstituts I.P. Pavlov (Výzkumný ústav balneologický – VUB) in Karlovy Vary (deutsch Karlsbad) berufen. Das VUB war direkt dem tschechoslowakischen Gesundheitsministerium in Prag unterstellt, verfügte über eine Kapazität von 103 klinischen Betten und etwa 170 Mitarbeitern. Das VUB war die führende Forschungseinrichtung auf dem Gebiet der Balneologie und Physikalischen Medizin im sog. Ostblock, veröffentlichte im Zeitraum von 1962 bis 1972 insgesamt 530 wissenschaftliche Publikationen und gab ärztliche Leitlinien für therapeutische Anwendungen in den Kurbädern der CSSR heraus. Zu den von Kolominský in Karlovy Vary behandelten Patienten gehörten u. a. der Komponist Aram Chatschaturjan, der Biochemiker und Nobelpreisträger Adolf Butenandt sowie die Kinderärztin von Josef Stalins Kindern, Olga Dawidowna Kitaigorodskaja. Nach der gewaltsamen Niederschlagung des Prager Frühlings durch die Truppen des Warschauer Pakt emigrierte Kolominský im Oktober 1968 mit seiner Familie in die Bundesrepublik Deutschland. 1968–1969 war er Ärztlicher Direktor der Kurklinik Parksanatorium St. Georg in Bad Soden-Salmünster, 1970–1972 wissenschaftlicher Leiter des Balneologischen Institutes Bad Lippspringe und von 1972 bis zu seinem Tod 1986 als Balneologe in Bad Oeynhausen tätig. Georg Kolominský war mit Rosemarie Kolominský, geb. Wild (* 27. Juli 1923 in Ústí nad Labem) verheiratet. Aus der Ehe ging der Neurologe und Versorgungsforscher Peter Kolominský-Rabas (* 1959) hervor.

## Wirken als Wissenschaftler
Schon in seiner ärztlichen Ausbildung zum Gastroenterologen beschäftigte sich Kolominský mit der therapeutischen Anwendung natürlich vorkommender Heilquellen in Form von Bädern, Trinkkuren und Inhalationen. Unmittelbar nach seiner Berufung an das VUB nach Karlovy Vary im Jahre 1958 begann er mit Forschungsarbeiten über die Wirkung der Karlsbader Trinkkur auf die Krankheiten der Gallenblase, der Gallenwege sowie der Bauchspeicheldrüse, die in der Balneologie internationale Beachtung fanden.
1968 führte Kolominský zusammen mit Miloslav Keclík eine randomisierte kontrollierte Studie (RCT) zur Wirksamkeit der Karlsbader Trinkkur auf die Entwicklung von Gallensteinen durch. Damit war Kolominský der erste Wissenschaftler, der auf der Grundlage empirischer Belege die Wirkung der Balneotherapie mittels strenger methodisch-klinischer Anforderungen der Evidenzbasierten Medizin (EbM) belegte.
Seine wissenschaftlichen Arbeiten stehen in einer langen Tradition von Karlsbader Badeärzten zu Störungen der Verdauungsorgane. Bereits 1522 beschrieb der böhmische Arzt Wenceslaus Payer (1488–1537) aus Loket (deutsch Elbogen) in seinem Werk Tractatvs De Termis Caroli Qvarti Imperatoris die förderliche Wirkung der sog. Karlsbader Trinkkur auf „schwachen Magen“ und „Gallensteine“. Payer war der erste Arzt, der mit der Anwendung der Karlsbader Thermalquellen die Trinkkur als neue Heilmethode einführte. Der Badearzt David Becher (1725–1792) trennte Mitte des 18. Jahrhunderts aus dem Quellwasser des „Karlsbader Sprudels“ durch Destillation das Handelsprodukt Karlsbader Sprudelsalz und beschrieb dessen Heilwirkung 1772 in seiner Schrift Neue Abhandlung vom Karlsbade : in dreyen Theilen. Der in Karlsbad lebende Schweizer Arzt Jean de Carro untersuchte die positive Wirkung der Trinkkur bei Erkrankungen der Gallenwege und trug mit seinen Veröffentlichungen dazu bei, Karlsbad als eines der führenden Kurbäder des 18. und 19. Jahrhunderts zu etablieren.

## Veröffentlichungen (Auswahl)
Originalarbeiten chronologisch nach Datum der Erstveröffentlichung.
- V. Křížek, J. Kolominský: Thermal effect of ultrasonics in tissue. In: Časopis lékar̆ů c̆eských.Nr. 90, 1951, S. 482–486.
- J. Kolominský: Indikationen und Kontraindikationen der Behandlung in Trencianske Teplice. In: Vojenské zdravotnické listy (Zeitschrift für Militärmedizin). Nr. 2, 1956, S. 261–272.
- J. Kolominský, L. Svab: Das Röntgenbild der funktionellen Veränderungen der Gallenblase unter dem Einfluss von Karlsbader Trink- und Moorkur. In: J. Kolominský (Hrsg.): Sborník referátů VII. Mezinárodního sjezdu pro vseobecný výzkum raselin. Fyziatrická společnost, sekce Cs. lékařské společnosti J.E. Purkyně, Praha 1960, S. 55–64.
- J. Kolominský: Veränderungen der Aktivität der glykolytischen Enzyme bei Zuständen nach Hepatitis im Verlauf der Karlsbader Kur. In: Ceskoslovenská gastroenterologie a výz̆iva. Nr. 14, 1960, S. 75–80.
- J. Kolominský: Berichterstattung – VII. Internationale Kongress für universelle Moorforschung in Franzensbad vom 15.-19.09.1960. In: Zeitschrift für angewandte Bäder- und Klimaheilkunde. Nr. 1, 1961, S. 3–12.
- K. Bures, J. Fried, J. Kolominský: 120 Jahre Balneotherapie der Zuckerkrankheit in Karlsbad. In: Frantisek Lennoch, Vojmir Kralik (Hrsg.): Balneologia et Balneotherapia 1961. Česká lékařská společnost Jana Evangelisty Purkyně, Státni zdravotnické nakladatelstvi, Praha 1961, S. 254–292.
- J. Kolominský: Kongreßbericht – Internationaler Kongress für Balneologie und medizinische Klimatologie in Baden-Baden vom 30.9.-4.10.1962. In: Archiv für physikalische Therapie. Nr. 2, 1963, S. 21–25.
- J. Kolominský, L. Vala, P. Solc, M. Hercikova, V. Böhmova: Balneological treatment after operations of the gastrointestinal tract. In: Ceskoslovenská gastroenterologie a výz̆iva. Nr. 5, 1964, S. 296–304.
- J. Kolominský: Rational dosage of radon baths in relation to the uricosuric effect. In: Fysiatrický věstník. Nr. 3, 1964, S. 144–152.
- J. Kolominský, Smrcka: Die Balneotherapie der Funktionsdyspepsien und der Verstopfung. In: Frantisek Lennoch, Vojmir Kralik (Hrsg.): Balneologia et Balneotherapia 1963. Česká lékařská společnost Jana Evangelisty Purkyně , Státni zdravotnické nakladatelstvi Praha, 1964, S. 319–338.
- J. Kolominský, J. Setka: On the action of thermophysical stimuli on the temperature of the mucosa of the gastrointestinal tract. In: Ceskoslovenská gastroenterologie a výz̆iva. Nr. 7, 1965, S. 389–396.
- J. Kolominský: 20 Years of research in the in the czechoslovak balneologic gastroenterology (1945–1965). In: Fysiatrický věstník. Nr. 43, 1965, S. 134–137.
- J. Kolominský, J. Setka: Die Balneotherapie in der Behandlung des Postresektionssydroms. In: Imre Magyar (Hrsg.): Acta Tertii Conventus Medicinae Internae Hungarici: Gastroenterologia. Akademiai Nyomda, Budapest 1965, S. 105–111.
- J. Kolominský, Z. Král: Bog water drinking therapy in hyperacidity. In: Vnitr̆ní lékar̆ství. Nr. 10, 1966, S. 956–963.
- J. Kolominský, L. Kozák: Health resort environment as a curative factor from physician's and architect's points of view. In: Fysiatrický a reumatologický vestník. Nr. 5, 1966, S. 257–262.
- J. Kolominský, P. Doberský: Diet with contrast and fat days in the balneotherapy of obesity. In: Fysiatrický a reumatologický vestník. Nr. 3, 1967, S. 136–144.
- J. Kolominský, J. Benda, J. Hanycz, P. Dobersky, Z. Kozel: Léčebné postupy v lázeňské gastroenterologii. Balnea Verlag, Prag 1967.
- J. Kolominský, M. Keclík, J. Zeman, Z. Král: Balneotherapy of cholecystolithiasis in the light of a controlled clinical experiment. In: Časopis lékar̆ů c̆eských. Nr. 11, 1968, S. 334–340.
- Stěpánek P, Krízek V, Kolominský J: Our experiences with a reducing diet with contrast and high-fat days. In: Ceskoslovenská gastroenterologie a výz̆iva. Nr. 8, 1968, S. 531–536.
- M. Keclík, J. Kolominský: Spa treatment of cholelithiasis. A controlled study. In: Practitioner. Nr. 201, 1968, S. 474–477.
- L. Benýsek, Z. Kojecký, J. Kolominský: Idiopathic hyperlipemia and Karlsbad cure. In: Fysiatrický a reumatologický vestník. Nr. 2, 1968, S. 127–132.
- V. Krízek, J. Kolominský, Stěpánek P: Zweifache taktische Vorgehensweise in der Behandlung der Fettleibigkeit. In: Výz̆iva lidu. Nr. 9. 1968, S. 155–156.
- J. Kolominský, M. Keclik, Z. Kral: Langfristige Effekte der Karlsbader Balneotherapie bei Cholecystolithiasis. In: Frantisek Lennoch, Vojmir Kralik (Hrsg.): Balneologia et Balneotherapia 1967. Česká lékařská společnost Jana Evangelisty Purkyně, Státni zdravotnické nakladatelstvi, Praha 1969, S. 119–134.
- L. Benysek, Z. Kojecky, J. Kolominský: Karlsbader Kur der idiopathischen Hyperlipämie. In: Frantisek Lennoch, Vojmir Kralik: Balneologia et Balneotherapia 1967. Česká lékařská společnost Jana Evangelisty Purkyně , Státni zdravotnické nakladatelstvi, Praha 1969, S. 353–355.
- J. Kolominský, M. Keclík, Z. Král: Die Kurbehandlung der Gallensteinkrankheit im Lichte neuer klinisch-experimenteller Studien. In: Archiv für Physikalische Therapie. Nr. 5, 1969, S. 325–336.
- J. Kolominský, V. Krizek: Report on the International Congress for Balneology and Medical Climatology in Cannes. In: Archiv für Physikalische Therapie. Nr. 4, 1970, S. 237–242.
- J. Kolominský, V. Krizek: Special Report on the Peloid Committee of the International Congress for Balneology and Medical Climatology in Cannes. In: Archiv für Physikalische Therapie. Nr. 4, 1970, S. 243–244.
- J. Kolominský: Nachruf – Prof. M.U.Dr. Frantisek Lennoch, DrSc. In: Zeitschrift für angewandte Bäder- und Klimaheilkunde. Nr. 1, 1971, S. 3–4.
- J. Kolominský, U. Mielke: Die Balneotherapie bei adipösen Emphysenbronchitikern. In: Zeitschrift für angewandte Bäder- und Klimaheilkunde. Nr. 5, 1971, S. 1–8.
- J. Kolominský: Die Balneotherapie der Gallenkrankheiten – Tradition -Gegenwart-Zukunft. In: Therapiewoche. Nr. 35, 1971, S. 2530–2533.

## Einsatz für die tschechoslowakische Pfadfinderbewegung
Georg Kolominský trat 1937 in den tschechoslowakischen Pfadfinderbund Junák (tschechisch Svaz junáků – skautů a skautek československé republiky) ein und legte in Žilina am 23. Juni 1937 seine Eingangsprüfung als sog. Wölfling ab (Pfadfindername Maugli). Der tschechoslowakische Pfadfinderbund war 1938 mit rund 65.000 Mitgliedern bei ca. 13 Millionen Einwohnern der drittgrößte in Europa und weltweit der siebtgrößte Pfadfinderverband. 1938 spaltete sich auf Druck des Deutschen Reichs die Slowakei von der Ersten Tschechoslowakischen Republik ab und gründete den Slowakischen Staat. Der tschechoslowakische Pfadfinderbund wurde von der neuen klerikalfaschistischen Regierung unter Ministerpräsident Jozef Tiso verboten. Kolominský schloss sich daraufhin 1939 dem tschechischen Pfadfinderverband in Hradec Kralove (deutsch: Königgrätz) im Protektorat Böhmen und Mähren an. Ein Jahr nach Errichtung des Protektorats Böhmen und Mähren wurden 1940 auf Anordnung des Höheren SS- und Polizeiführers von Böhmen und Mähren Karl Hermann Frank alle Pfadfinderlager verboten, die Zentrale von der Gestapo besetzt und alle Vermögenswerte der Organisation eingezogen. Es folgte ein vollständiges Verbot der Organisation bis 1945.
Nach dem Zweiten Weltkrieg wurde die Tschechoslowakei in ihren Grenzen von 1938 wiederhergestellt und die Pfadfinderbewegung erneuert. Als Medizinstudent nahm Kolominský als Sanitäter der offiziellen Abordnung des tschechoslowakischen Pfadfinderbundes am 6. World Scout Jamboree 1947 in Moisson in Frankreich teil. Es war kriegsbedingt das erste Jamboree seit 1937 und sollte bereits 1941 stattfinden. Es hatte über 24.000 Teilnehmer aus 70 Ländern und war das erste Jamboree, das nach dem Tod des Gründers der internationalen Pfadfinderbewegung, Robert Baden-Powell, 1941 stattfand. Nach der Machtübernahme der Kommunistischen Partei KSČ in der Tschechoslowakei im Februar 1948 (auch als Februarumsturz bezeichnet) wurden alle gesellschaftlichen Organisationen von den Kommunisten übernommen oder aufgelöst. Der Pfadfinderbund Junák wurde in die kommunistische Jugendorganisation Tschechoslowakischer Jugendverband (Československý svaz mládeže – CSM) zwangseingegliedert und 1951 zum zweiten Mal verboten. Als Mitglied der Pfadfinderbewegung betätigte sich Kolominský in dieser Zeit illegal als Fluchthelfer für vom kommunistischen Regime politisch Verfolgte an der bayerisch-tschechoslowakischen Grenze. In den Sommermonaten 1948 und 1949 fanden entlang dieser Grenze Pfadfinderlager statt, die als offizielle Tarnung dienten, um in Grenznähe Fluchtrouten auszukundschaften und Verfolgte in kleinen Gruppen in die amerikanische Besatzungszone zu bringen. So wurden Fluchtwillige, meist Jugendliche und Studenten, in Pfadfinderuniformen verkleidet und nachts über die streng bewachte Grenze nach Bayern geführt. Ab 1965 leitete Kolominský im Untergrund eine illegale Pfadfindergruppe in Karlovy Vary. 1968 wurde die Pfadfinderbewegung in der Tschechoslowakei wieder erlaubt. Nach der gewaltsamen Niederschlagung des Prager Frühlings wurde sie 1970 zum dritten Mal seit 1940 verboten.
Nach seiner Emigration in die Bundesrepublik Deutschland organisierte Kolominský ab 1972 jährliche Pfadfindercamps für Kinder und Jugendliche, die 1968 nach der Niederschlagung des Prager Frühlings in die Bundesrepublik, Holland und in die Schweiz geflüchtet waren (u. a. Camp Kostival 1972 und 1973 in Glatt/ Schwarzwald; Camp Severka 1974 und 1975 im Diözesanzentrum der DPSG in Rüthen/ Sauerland, Camp Severka 77 in Korbach). Kolominský war Gründungsmitglied der Federation der tschechischen und slowakischen Exil-Pfadfinder in Europa (Český a slovenský exilový skauting v Evropě, abgekürzt ČSES), die am 2. März 1975 im schweizerischen Winterthur gegründet wurde. Als Mitglied des European Council der ČSES wurde Kolominský am 24. August 1984 in das Amt des europäischen Vorsitzenden der ČSES gewählt.
In Verhandlungen mit der Deutschen Pfadfinderschaft Sankt Georg (DPSG) gelang es Kolominský die über ganz Deutschland verteilten, sieben regionalen Stämme des ČSES als eigenständige Formation in die DPSG zu integrieren. So erhielten die Abteilungen innerhalb der DPSG eine vollständige Autonomie, durften sich weiterhin offiziell als tschechische und slowakische Exil-Pfadfinder bezeichnen und ihre eigenen traditionellen Pfadfinderuniformen tragen. Mit Unterstützung der DPSG nahmen 1975 unter der Leitung von Kolominský tschechische und slowakische Pfadfinder ('Free Czechs') an dem 14. World Scout Jamboree (Nordjamb-75) im norwegischen Lillehammer teil. Es war das erste Mal nach 1947, dass sich ein Pfadfinderkontingent aus dem Machtbereich der Sowjetunion an einem Weltpfadfindertreffen beteiligte. Von 1977 bis 1986 war Kolominský Mitherausgeber der Pfadfinderzeitschrift Stopa (Zeitschrift der tschechischen und slowakischen Pfadfinder und Pfadfinderinnen im Ausland). In Erinnerung an die Verdienste von Georg Kolominský für die tschechische Pfadfinderbewegung stiftete Frau Jarmila Langova aus Prag am 16. Dezember 2019 insgesamt 1 Million tschechischer Kronen an die Pfadfinderstiftung Jaroslav Foglar. Die Spendenmittel wurden für den Bau eines Pfadfinderzentrums in Děčín (deutsch Tetschen) verwendet. Das Pfadfinderzentrum wurde nach dem Pfadfindernamen von Georg Kolominský Maugli benannt.